# Зигмунт Бауман
Зигмунт Бауман (пољ. Zygmunt Bauman; Познањ 19. новембар 1925 — Лидс, 9. јануар 2017) био је пољски социолог. Живео је у Енглеској од 1971. године након што су протерани из Пољске од стране анти-семитских кампања, пројектованих од стране комунистичке власти. Бауман, професор емеритус из социологије на универзитету у Лидсу, је један од највећих светских еминентних друштвених теоретичара који пишу о питањима као што су различите модерности и холокауст, постмодерне потрошње и течне модерности.

## Биографија
Зигмунт Бауман је рођен у пољско-јеврејској породици у Познању, Пољска. Када је Пољска нападнута од стране нациста 1939. године његова породица је побегла у правцу истока, у Совјетски Савез. Бауман као члан у совјетској контролисаној првој пољској армији, ради као политички инструктор образовања. Учествовао је у борбама код Колберга (сада Колобжег) и Берлину. У мају 1945. године додељено му је одликовање Војни крст из Валора.
Према институту за национална сећања, од 1945. до 1953. Бауман је био политички официр у корпусу унутрашње безбедности (КБВ), војне јединице формиране у борби против украјинске устаничке армије и дела остатака пољске домовинске армије.
Након тога, Бауман је радио као доушник за војне обавештајне службе од 1945. до 1948. Међутим, природа и обим његове сарадње остају непознати, као и тачне околности под којима је укинута.
У интервјуу у Гардијан, Бауман, потврдио да је био посвећени комуниста током и после Другог светског рата и никада није крио тајну о томе. Признао је, међутим, да је улазак у војну обавештајну службу са 19 година била грешка иако је имао ,,досадан” канцеларијски посао и не сећа се информисања о свакоме.
Док је служио у УБК, Бауман је прво студирао социологију на академији друштвених наука у Варшави. Касније је отишао да студира филозофију на Универзитету у Варшави. Социологија је привремено повучена из пољског наставног плана и програма као и његови учитељи у Варшави, Станислав Осовски и Јулиан Хохфелд.
Бауман је добио чин мајора када је изненада отпуштен 1953. године, након што је његов отац пришао израелској амбасади у Варшави са циљем да емигрира у Израел. Како Бауман, није делио ционистичке тенденције свог оца и био је заиста снажно против циониста, његово отпуштање изазвало је строго, мада привремено отуђење од свог оца. Током периода незапослености која је уследила, магистрирао је и 1954. је постао предавач на Универзитету у Варшави, где је остао до 1968. године.
Суочени са све већим политички притиском и антисемитским кампањама које је предводио начелник пољске комунистичке тајне полиције, Бауман се одрекао чланства у управном одбору пољске уједињене радничке партије у јануару 1968. Са мартовским догађајима 1968, анти-семинистичка кампања је кулминирала у чистке и довела највећи број преосталог становништва јеврејског порекла и многе интелектуалце који су пали у немилост комунистичке владе. Бауман, који је изгубио своју катедру на Универзитету у Варшави, је био међу њима. Пошто је морао да одустане од пољског држављанства да би му било дозвољено да напусти земљу, прво је отишао у Израел да предаје на Универзитету у Тел Авиву, пре прихватања катедре за социологију на Универзитету у Лидсу, где је повремено, такође, радио као шеф одељења. Од тада је објављивао радове готово искључиво на енглеском, свом трећем језику, а његов углед је експоненцијално порастао. И заиста, до краја 1990-их, Бауман је извршио значајан утицај на анти или алтер-глобализацијски покрет. 
Године 2011. у интервјуу, у важном пољском недељнику ,,Политика”, Бауман је критиковао ционизам и Израел, рекавши да Израел није заинтересован за мир и да је ,,искористио холокауст да легитимише несавесна дела”. Он је упоредио израелску Западну обалу са зидовима Варшавског гета, где је стотине хиљада Јевреја умрло у холокаусту. Израелски амбасадор у Варшави, Зви Бару, називао је Бауманове коментаре ,,полуистином” и ,,неоснованом генерализацијом”.
Бауман је био ожењен за списатељицу Јанину Левинсон (умрла 29. децембра 2009. године у Лидсу) и имао је три кћерке, сликарку Лидиу Бауман, архитекту Ирену Бауман и професорку математике Ану Сфард. Израелски адвокат за грађанска права, Мајкл Сфард, је био његов унук.

## Рад
Бауманови објављени радови простиру се на 57 књига и преко стотину чланака. Већина од њих бави се низом заједничких тема, међу којима су глобализација, модерност и постмодернизам, конзумеризам, и морал.

### Рани радови
Најранија Бауманова објављивања на енглеском језику је студија британског радничког покрета и њен однос према класи и социјалног раслојавања, првобитно објављен у Пољској 1960. Он је наставио да објављује радове на тему класе и друштвених сукоба до раних 1980-их, са својом последњом књигом на ту тему Меморије класе. У својим каснијим књигама се не бави питањима класе директно, он наставља да се представља као социјалиста и никада није одбацио марксизам у потпуности. Марксистички теоретичар Антонио Грамши посебно је оставио дубок утицај на њега.

### Модерност и рационалност
У касним 1980-их и раним 1990-их Бауман је објавио велики број књига које су се бавиле односом између модерности, бирократије, рационалности и социјалне искључености. Бауман је после Фројда, дошао је да види европску модерност као компромис; европско друштво, тврдио је, пристало је да се одрекне нивоа слободе како би добили предност повећане индивидуалне безбедности. Бауман тврди да модерност, где је касније тврдио њен ,,чврст” облик, је умешана у уклањање непознаница и несигурности; је укључена у контролу над природом, хијерархијску бирократију, правила и прописе, контролу и категоризацију од којих су сви покушали да постепено уклоне личне несигурности, направила да хаотични аспекти људског живота изгледају добро уређени и познати.
Затим, преко неколико књига, Бауман је почео да развија став да такви напори реда одлука никада не успевају да постигну жељене резултате. Када живот постане организован у познате и контролисане категорије, тврдио је, увек постоје друштвене групе које не могу да се примењују, које не могу да се одвоје и контролишу. У својој књизи Модернизам и амбиваленција Бауман је почео да теоријски објашњава такве неодређене особе увођењем алегоријске фигуре ,,странца”. Ослањањем на социологију Георга Зимела и филозофију Жака Дерида, Бауман је причао о странцу као о особи која је присутна још као непозната, друштво је неодлучиво.
У Модернизам и амбиваленција Бауман је покушао да узме у обзир различите приступе модерног друштва приликом усвајања странца. Он је тврдио да је, с једне стране, чудно и непознато да у потрошачко-оријентисаној економији је увек примамљива; у различитим стиловима хране, различитим модама и у туризму могуће је да искусе привлачност онога што је непознато. Ипак, ова чудност такође има већу негативну страну. Странац, јер се њим не може контролисати и не може му се наређивати је увек објекат страха; он је потенцијални пљачкаш, особа изван граница друштва је неко ко стално прети.
Најпознатија Бауманова књига, Модернизам и холокауст, представља обзир опасности и врсте страхова. Ослањајући се на књигу Хане Арент и Теодора Адорноа о тоталитаризму и просветитељству, Бауман је развио аргумент да холокауст не треба сматрати само као догађај у јеврејској историји, нити као регресију од пре-модерног варварства. Уместо тога, он је тврдио, да холокауст треба посматрати као дубоко повезан са модерношћу и њеним напорима реда одлука. Процесна рационалност, подела рада у мање задатке, таксономска категоризација различитих врста, и тенденција да се виде следећа правила као морално добро су одиграли своју улогу у нестанку холокауста. Тврдио је да из тог разлога модерна друштва нису у потпуности примили лекције холокауста; то се генерално посматра за коришћење Бауманове метафоре ,,као слика виси на зиду”, нудећи неколико лекција.
У Баумановој анализи су Јевреји постали ,,странци” пар екселанс у Европи. Коначно решење је замишљено као екстремни пример покушаја од стране друштва да наплати непријатне и неодређене елементе које постоје унутар њих. Бауман је, као и филозоф Ђорђо Агамбен, тврдио да су исти процеси искључености који су на раду у холокаусту могли и до неке мере ипак доћи у игру данас.

### Постмодернизам и конзумеризам
У средини касних 1990-их, Бауман је почео истраживање постмодернизма и конзумеризма. Он је образложио да се помак десио у модерном друштву у другој половини 20. века; да је промењен из друштва произвођача у друштво потрошача. Према Бауману, ова промена је преокренула Фројдов ,,модерни” компромис, тј. од безбедности се одустало како би се уживало у већој слободи, слобода куповине, потрошње и уживања у животу. У својим књигама 1990. Бауман је писао о овој промени као о помаку од ,,модерности” ка ,пост-модерности”. Од почетка новог миленијума, његове књиге су покушале да избегну конфузију која окружује термин ,,постмодернизма” користећи метафору ,,течности” модерности. У својим књигама о модерној потрошњи Бауман и даље пише о истим неизвесностима коју је приказивао у својим списима о ,течној” модерности, али у овим књигама пише о страховима који су више раширени и теже их је приковати. Заиста, они су ,,течни страхови”, што значи страхови око педофилије, на пример, који су аморфна и немају лако идентификовани референт.

## Награде и признања
Бауману је додељена европска награда за социологију и друштвене науке Амалфи 1992. и награда Теодора Адорноа, града Франкфурта 1998. Награђен је 2010. године, заједно са Аленом Туреном, наградом за комуникације и хуманистичке науке.
Универзитет у Лидсу је покренуо Бауманов институт у оквиру своје школе за социологију и социјалне политике, у Бауманову част, у септембру 2010. године.
Универзитет у Доњој Шлезији, мала непрофитна институција високог образовања у Пољској, планирала је да награди Баумана почасним докторатом у октобру 2013. Међутим, реакције и Бауманове присталице тврде да је ,,антисемитизам” дигао велику узбуну против њега, иако је на крају сам одбио награду.

## Замерка
Године 2014, Питер Волш, докторанд на Универзитету у Кембриџу, је оптужио Баумана за плагирање неколико сајтова, укључујући Википедију, у својој књизи под насловом Да ли богатство искористи све нас? (2013). У својој књизи Бауман је, наводно, копирао дословно ставове из чланака Википедије о спорој храни и стабилног стања економије, заједно са својом библиографијом, без навођења извора, аутора или чињеница да су копирани са Википедије. Он је, такође, копирао став из чланка о златном руковању, али овај цитат је правилно приписан Википедији.
У одговору, Бауман је навео да су ,,послушност” и ,,техничка” правила непотребна, и да он ,,ни једном није успео да призна ауторство идеја или концепата које је сам распоредио”. Детаљна критика Валша и Дејвида Лемана, од Бреда Еванса и Хенрија А. Гироука, наводи: ,,Ова оптужба против Баумана је заиста вредна презира. То је реакционарна идеолошка критика прерушена као прослава методе и одбране задњих врата од стерилног емпиризма и културе позитивизма. Ово је говор који гарантује податке, корелације и перформансе, док избегавају суштинска питањима о социјалним проблемима и моћи”.